# Yaginumaella hagiang
Espèce
Yaginumaella hagiang est une espèce d'araignées aranéomorphes de la famille des Salticidae.

## Distribution
Cette espèce est endémique de la province de Hà Giang au Viêt Nam,. Elle se rencontre dans la forêt nationale de Hà Giang.

## Description
Le mâle holotype mesure 4,43 mm.

## Systématique et taxinomie
Cette espèce a été décrite par Wang, Li et Pham en 2023.

## Étymologie
Son nom d'espèce lui a été donné en référence au lieu de sa découverte, la province de Hà Giang

## Publication originale
- Wang, Li & Pham, 2023 : « Thirteen species of jumping spiders from northern Vietnam (Araneae, Salticidae). » ZooKeys, vol. 1148, p. 119-165 (texte intégral).